# Josef Beaujean
Josef Beaujean (* 7. Mai 1903 in Aachen; † 3. Juni 1945) war ein deutscher Musikwissenschaftler. 

## Leben
Josef Beaujean wurde am 7. Mai 1903 in Aachen geboren. Er studierte an der Universität Bonn und promovierte 1929 mit der Dissertation „Christian Gottfried Krause. Sein Leben und seine Persönlichkeit im Verhältnis zu den musikalischen Problemen des 18. Jahrhunderts als Ästhetiker und Musiker“. Er schrieb für die NS-Zeitschrift Musik im Kriege. Beaujean heiratete die Belgierin Martha Margarete Maria Jobs.
Josef Beaujean spezialisierte sich auf den Komponisten, Musikschriftsteller und Juristen Christian Gottfried Krause. Er untersuchte und beschrieb das Umfeld der ersten Berliner Liederschule, die in Ursprung und Form auf Krause zurückging und dessen zusammen mit Karl Wilhelm Ramler und Friedrich Wilhelm Marpurg zusammengestellte Sammlung von „Oden mit Melodien“ im Geiste der Berliner Aufklärung, wobei Beaujean in seiner Darlegung nicht hinter der 1973 von John Richard Edwards vorgelegten Studie „Christian Gottfried Krause: mentor of the first Berlin song school“ zurückbleibt.
Beaujeans Studien zufolge entsprang der Freundschaft Krauses mit Ramler offenbar eine verlorene Kantate für Johann Wilhelm Ludwig Gleim.
Josef Beaujean war der Vater der Bibliothekarin Marion Beaujean. Er starb am 3. Juni 1945.

## Publikationen
- Christian Gottfried Krause. Sein Leben und seine Persönlichkeit im Verhältnis zu den musikalischen Problemen des 18. Jahrhunderts als Ästhetiker und Musiker. Dissertation. Schwäbische Verlagsdruckerei, Dillingen an der Donau, 1929.
- Das erste Bach-Buch für Gruppenunterricht und geselliges Spiel am Klavier. Heinrichshofen’s Verlag, Magdeburg, 1941. Neudruck im Jahre 1952.